# إسلام تشيسنوكوف
إسلام تشيسنوكوف هو لاعب كرة قدم كازاخستاني، ولد في 21 نوفمبر 1999 في أوسكمان في كازاخستان. لعب مع نادي بلشينا بوبرويسك.

## وصلات خارجية
- إسلام تشيسنوكوف على موقع قاعدة بيانات كرة القدم.إي يو (الإنجليزية)
- إسلام تشيسنوكوف على موقع ناشيونال فوتبول تيمز (الإنجليزية)
- إسلام تشيسنوكوف على موقع Soccerway.com (الإنجليزية)